# Дублет (лінза)

Ахроматичний дублет, який розробив Честер Мур Голл (1730-ті), а потів відтворив (1754) і запатентував (1758) Джон Доллонд.

Дубле́т — оптична система або її частина, що складається з двох лінз. Лінзи можуть бути склеєні між собою або розділені повітряним проміжком. У деяких випадках дублетом називають об'єктив, що складається з двох додатних лінз або компонентів, рознесених на скінченну відстань. Найпростішим дублетом можна вважати об'єктив Петцваля, розрахований ще 1840 року.
Найчастіше дублетом називають ахроматичний об'єктив (ахроматичний дублет), склеєний канадським бальзамом зі збиральної та розсіювальної лінз, виготовлених із різних сортів оптичного скла, які мають різні показники заломлення. Така конструкція дозволяє усувати сферичну та хроматичну аберації. У порівнянні з простою лінзою або меніском дублет має підвищену світлосилу і забезпечує кутове поле до 20°. У сучасних оптичних приладах і складних об'єктивах дублет широко використовують як елементарний ахроматичний компонент.
Крім склеєних відомі несклеєні дублети, в яких лінзи дотикають або розділені проміжком, як в об'єктивах типу «Діаліт». Порівняно зі склеєним дублетом несклеєний має підвищене світлорозсіювання через збільшену вдвічі кількість меж повітря/скло. Однак, такий компонент дешевший, тому знайшов деяке застосування в оптиці.